# Salut, mon pope !
Salut, mon pope ! est un roman publié en avril 1966 par Frédéric Dard sous le nom de plume de San-Antonio. Au regard d'aventures se déroulant en Grèce, le titre est une référence humoristique à l'expression « Salut, mon pote ! ».
Chez l’éditeur Fleuve noir, il porte d’abord le numéro 523 de la collection « Spécial Police », puis en 1974 le numéro 25 de la collection « San-Antonio ».
Le roman a fait l'objet d'une critique dans Mystère Magazine n°221.

## Dédicace
Le livre est dédié « en toute amitié » à Georges Guétary, qui se présentait comme chanteur basque mais était d'origine grecque. En préambule se trouve reproduit le discours prononcé par Pierre Dac lorsque « San-Antonio » a reçu le Prix Gaulois 1965 pour Le Standinge selon Bérurier.

## Résumé
Lors d'un transfert de Marseille vers l'île de Samothrace où elle était prêtée par la France à la Grèce, la célèbre Victoire de Samothrace a disparu. San-Antonio a pour mission de la retrouver avant que sa disparition ne soit connue du public.
Il part enquêter à Athènes puis sur l'île, accompagné de Pinaud, qui se prend pour un émule de Sherlock Holmes et fait de brillantes déductions, mais est rapidement mis sur la touche à la suite d'une chute.
Le commissaire tombe par hasard sur Bérurier, en vacances à Athènes avec sa femme Berthe, qui l'aidera à résoudre l'affaire.

## Personnages
- Le commissaire San-Antonio.
- L'inspecteur Alexandre-Benoît Bérurier.
- L'inspecteur César Pinaud qui habite boulevard Lévitan
- Le commissaire d'Athènes Kelécchimos et l’interprète Kessaclou.
- Komtulagros, commandant du cargo Kavulom-Kavulos chargé du transport de la statue de Marseille à Samothrace.
- Les marins Olimpiakokatris et Tédonksikon, complice du vol.
- Barbara Slip, ancienne actrice, organisatrice de l’enlèvement de la sculpture.